# Stave (Krupanj)
Pour les articles homonymes, voir Stave (homonymie).
Stave (en serbe cyrillique : Ставе) est un village de Serbie situé dans la municipalité de Krupanj, district de Mačva. Au recensement de 2011, il comptait 370 habitants.

## Démographie
| 1948 | 1953 | 1961 | 1971 | 1981 | 1991 | 2002 | 2011 |
| ---- | ---- | ---- | ---- | ---- | ---- | ---- | ---- |
| 706  | 730  | 687  | 680  | 635  | 569  | 450  | 370  |

|  |